# Укрия
Укрѝя (на италиански и на сицилиански: Ucria) е село и община в Южна Италия, провинция Месина, автономен регион и остров Сицилия. Разположено е на 710 m надморска височина. Населението на общината е 1113 души (към 2011 г.).